# Burdukhan d'Alania
Burdukhan, o Gurandukht (in georgiano ბურდუხანი?; ... – prima del 1184), è stata una principessa Alana e regina consorte di Georgia, moglie di Giorgio III, re di Georgia (1156-1184). Era la madre della regina Tamara, che avrebbe regnato all'apice del Regno medievale di Georgia.

## Biografia
Burdukhan era figlia di Khuddan, che le Cronache georgiane chiamano "re degli Osi", denominazione georgiana della tribù degli Alani nel Caucaso settentrionale. Sposò Giorgio, allora principe ereditario della Georgia, quando suo padre era ancora in vita, il re Demetrio I, negli anni 1150. Diede alla luce Tamara, successivamente regina regnante di Georgia. La loro seconda figlia era Rusudan, che sposò Manuele Comneno. Le due figlie furono tuttavia allevate non dalla madre quanto dalla sorella di Giorgio, Rusudan. Gli storici medievali esaltano la pietà e la fedeltà di Burdukhan. Uno di loro, un anonimo autore delle Storie ed elogi dei sovrani, la paragona alle sante cristiane Caterina e Irene-Penelope.
Burdukhan morì prima del marito, cioè prima del 1184. Al di là delle cronache medievali, il suo nome sopravvive sull'icona della Theotokos di Khobi, oggi esposta al Museo di Palazzo Dadiani di Zugdidi, e in un'iscrizione murale di Ruisi, dove è menzionata come benefattrice della cattedrale locale.